# Rodion Sjtjedrin
Rodion Konstantinovitj Sjtjedrin (russisk: Родио́н Константи́нович Щедри́н; født 16. december 1932 i Moskva, Sovjetunionen) er en sovjetisk/russisk komponist.
Sjtjedrin har skrevet 3 symfonier, koncerter, operaer, kammermusik, vokalmusik, klaverstykker. Han hører til den moderne russiske klassiske skole og var præsident for foreningen af russiske komponister (1973-1990).
Sjtjedrins kompositionsstil er tonal seriel, og ofte præget af den russiske folkemusik.

## Udvalgte værker
- Symfoni nr. 1 (1958) - for orkester
- Symfoni nr. 2 "25 preludier" (1965) - for orkester
- Symfoni nr. 3 "Ansigter til russiske eventyr" (i fem satser)(2000) (Symfoni Koncertante) - for orkester
- Koncert nr. 1 "Skæmmende ditties" (1963) - for orkester
- Koncert nr. 2 "Ringning" (1968) - for orkester
- Koncert nr. 3 "Gammel musik fra russiske provinscirkuser" (1989)
- Koncert nr. 4 "Runde danse" (1989) - for orkester
- Koncert nr. 5 "Fire russiske sange" (1998) - for orkester
- 6 klaverkoncerter (1954, 1966, 1973, 1991, 1999, 2003) - for klaver og orkester
- "Ikke kun kærlighed" (1961) - opera
- "Døde sjæle" (1977) - opera
- "Lolita" (1992) - opera
- "Et jule eventyr" (2015) - opera

### Filmmusik
Musik til filmene:
- Vysota (1957)
- Kommunisten (1957)
- A esli eto ljubov? (1961)
- Anna Karenina (1967)
- Sjuzjet dlja nebolsjogo rasskaza (1969)
- Anna Karenina (1975)
- Vory v zakone (1988)